# Антипов, Николай Петрович (правовед)
Николай Петрович Антипов (21 ноября 1934, Ртищево — 11 мая 2014, Саратов) — советский и российский учёный-правовед, заведующий кафедрой международного частного права, проректор по учебно-методической и воспитательной работе Саратовской государственной академии права, кандидат юридических наук, профессор. Специалист по гражданскому, римскому и международному частному праву. Заслуженный работник высшей школы Российской Федерации (2000).

## Биография
Николай Петрович Антипов родился 21 ноября 1934 года в городе Ртищево Саратовской области в семье железнодорожного рабочего.
- 1950 год — окончил семилетнюю школу.
- 1950 год — 1952 год — учёба в Саратовском военно-морском подготовительном училище (г. Энгельс).
- 1952 год — 1953 год — учёба в Ленинградском военно-морском нахимовском училище.
- 1953 год — 1956 год — служба в Военно-морском флоте СССР.
- 1956 год — 1957 год — старший кондуктор в Ртищевском кондукторском резерве Юго-Восточной железной дороги.
- 1957 год — 1961 год — учёба в Саратовском юридическом институте имени Д. И. Курского.
- 1960 год — 1964 год — народный судья Александровского районного суда Оренбургской области.
- 1963 год — 1969 год — учёба в аспирантуре Свердловского юридического института, работа старшим преподавателем кафедры гражданского права и процесса Волгоградской высшей следственной школы МВД СССР.
- 1969 год — защита диссертации на соискание учёной степени кандидата юридических наук на тему «Гражданско-правовая ответственность за вред, причинённый колхозу».
- 1969 год — 1978 год — на преподавательской работе в Саратовском юридическом институте имени Д. И. Курского.
- 1972 год — присвоено звание доцента.
- 1978 год — 1980 год — заведующий кафедрой гражданского права и процесса юридического факультета Аденского университета (Йемен).
- С 1980 года — на преподавательской работе в Саратовском юридическом институте имени Д. И. Курского.
- 1984 год — 1995 год — декан факультета правовой службы в народном хозяйстве Саратовского юридического института имени Д. И. Курского, позже — института юстиции Саратовской государственной академии права.
- 1996 год — 1998 год — проректор по учебно-методической и воспитательной работе Саратовской государственной академии права.
- С 1997 года — заведующий кафедрой международного частного права Саратовской государственной академии права, профессор.

Умер 11 мая 2014 года в городе Саратове.

## Научная деятельность
Основными направлениями научной деятельности профессора Антипова Н. П. являлись изучение проблем гражданского и международного частного права, регулирование хозяйственных отношений сельскохозяйственных предприятий, римское право. Являлся членом Российской академии юридических наук. Принимал участие в работе учебно-методического объединения по разработке концепции юридического образования в России.
В 1978—1980 годах являлся одним из основателей юридического факультета Аденского университета (Йемен), где был заведующим кафедрой гражданского права и процесса. При его активном участии был разработан учебный план факультета, рабочие программы, подготовлены учебные пособия.
В 2002—2006 годах принимал значительное участие в подготовке фундаментального издания Дигест Юстиниана в 8 томах. Руководителем авторского коллектива выступал профессор Л. Л. Кофанов.
За годы работы Н. П. Антиповым опубликовано более 40 научных работ, среди которых несколько монографий, учебников и учебных пособий по гражданскому, международному частному и римскому праву. Публиковался в таких ведущих научных журналах, как «Правоведение», «Внешнеторговое право», «Международное публичное и частное право» и других. Выступал научным редактором при издании многих научных работ. Под его руководством защищено 16 кандидатских диссертаций. Его работы востребованы не только в родном вузе, но и в иных профильных учебных заведениях.

## Награды
- Заслуженный работник высшей школы Российской Федерации (2000)[5]

## Некоторые публикации

### Диссертации
- Антипов Н. П. Гражданскоправовая ответственность за вред, причиненный колхозу. — Саратов, 1968.

### Монографии, учебные пособия
- Коллектив авторов. Методическое пособие для практических занятий по советскому гражданскому и семейному праву / Под ред. П. В. Рамзаева. — Саратов: Издательство СГУ, 1975. — 184 с.
- Коллектив авторов. Дигесты Юстиниана. Перевод с латинского. В 8 томах / Под ред. Л. Л. Кофанова. — М.: Статут, 2002—2006. — ISBN 5-8354-0103-5.
- Антипов Н. П., Шугурова И. В. Международное частное право: программа курса и методические материалы. — 2-е изд., испр.. — Саратов: Издательство СГАП, 2006. — 104 с.
- Антипов Н. П. и др. Гражданский процесс: учебник / Под ред. А. Г. Коваленко, А. А. Мохова, П. М. Филиппова. — Изд. 2-е, доп. и перераб.. — М.: Инфра-М, 2010. — 501 с. — ISBN 978-5-16-004268-8.

### Статьи
- Антипов Н. П., Калмыков Ю. Х., Константинова В. С., Максименко С. Т., Никандров Г. Н., Никитина В. П., Рамзаев П. В., Тархов В. А. Базарбаев Б. Б. и др. Советское гражданское право Казахской ССР/ Б. Б. Базарбаев, Ю. Г. Басин, А. И. Беспалова, М. А. Ваксберг, У. К. Ихсанов, М. Г. Масевич, С. И. Меерзон, Г. И. Тулеугалиев. — Алма-Ата, 1968—1971. — 692 с. (Рецензия) // Правоведение : научный журнал. — 1972. — № 6. — С. 144—146. — ISSN 2658-6037.
- Антипов Н., Калмыков Ю., Рясенцев В., Чигир В. Преподавание гражданского права в условиях перестройки // Правоведение : научный журнал. — 1988. — № 2. — С. 40—49. — ISSN 2658-6037.
- Антипов Н. П., Кастрюлин Д. Ф. Переход риска случайной гибели или повреждения товара по договору международной купли-продажи: теоретический аспект // Внешнеторговое право : научный журнал. — 2003. — № 1. — С. 16—20. — ISSN 2072-3679.
- Алибуттаева Д. М., Антипов Н. П. Понятие и правовая природа аккредитивной формы расчетов // Право: теория и практика : научный журнал. — 2003. — № 7. — С. 27—38. — ISSN 1729-3650.
- Антипов Н. П., Соболева Я. А. Понятие, виды и правовое регулирование комбинированных (смешанных) расчетов // Вестник российской правовй академии : научный журнал. — 2009. — № 2. — С. 21—23. — ISSN 2072-9936.
- Антипов Н. П., Королев А. Е. Экономическая интеграция в мировой экономике и транснациональные корпорации // Международное публичное и частное право : научный журнал. — 2006. — № 2. — С. 32—34. — ISSN 1812-3910.